# Панопеј
Панопеј је у грчкој митологији био син Фока и Астеродије или Астерије.

## Митологија
Имао је брата близанца Криса, кога је мрзео и са којим се тукао још док су били у материци. Описан је као вешт ловац и ратник. Учествовао је у лову на Калидонског вепра и у походу на Телеборејце које је предводио Амфитрион. Иако је обећао Амфитриону и чак се заклео Атеном и Арејом да неће узимати ратни плен, он је то ипак учинио. Због тога је кажњен његов син Епеј, који је био слаб ратник. Панопеј је умро од уједа шкорпије.
Панопеј се наводи и као Еглин отац.